# Guilherme Estrella
Guilherme Estrella de Paiva (* 6. ledna 2005), známý jako Guilherme Estrella nebo jen Estrella, je brazilský profesionální fotbalista, který hraje na pozici záložníka za klub CR Vasco da Gama.

## Kariéra
Estrella se narodil v Riu de Janeiru a v roce 2015, když mu bylo deset let, se připojil k mládežnickým týmům Vasco da Gama. Dne 3. ledna 2024 prodloužil s klubem smlouvu do roku 2026.
Estrella debutoval v prvním týmu 18. ledna 2024, když nastoupil ve druhém poločase jako náhradník za dalšího mladíka Rodriga při domácím vítězství 2:0 nad Boavistou. Svůj debut v Sérii A si odbyl 22. června, kdy nastoupil a vstřelil druhý gól svého týmu při domácí výhře 4:1 nad São Paulem.

## Statistiky

### Klubové
Platí k zápasu hranému 26. června 2024.
| Klub              | Sezóna            | Liga              | Liga | Liga  | Státní liga | Státní liga | Národní pohár | Národní pohár | Kontinentální | Kontinentální | Ostatní | Ostatní | Celkově | Celkově |
| Klub              | Sezóna            | Soutěž            | Apps | Goals | Apps        | Goals       | Apps          | Goals         | Apps          | Goals         | Apps    | Goals   | Apps    | Goals   |
| ----------------- | ----------------- | ----------------- | ---- | ----- | ----------- | ----------- | ------------- | ------------- | ------------- | ------------- | ------- | ------- | ------- | ------- |
| Vasco da Gama     | 2024              | Série A           | 1    | 1     | 2           | 0           | 0             | 0             | —             | —             | —       | —       | 3       | 1       |
| Celkově v kariéře | Celkově v kariéře | Celkově v kariéře | 1    | 1     | 2           | 0           | 0             | 0             | 0             | 0             | 0       | 0       | 3       | 1       |